# 스위스 국립공원
스위스 국립공원(Swiss National Park)은 스위스 동부의 서부 래티셰 알프스에 위치하고 있다. 체르네츠, 쉬찬프, 스쿠올 및 이탈리아 국경에 있는 엥가딘 계곡의 푸오른 고개 사이의 그라우뷘덴주 내에 있다.
이곳은 세계 유네스코 생물권 보전 지역의 일부입니다 .

## 개요
스위스의 국경일인 1914년 8월 1일에 설립되었다. 유럽에서 가장 오래된 국립공원 중 하나이다.
2022년 현재, 이 국립공원은 스위스에서 유일한 국립공원이지만, 더 만들 계획이 있다. 면적은 174.2km²로 국내 최대의 보호구역이다.
공원에서는 표시된 경로를 벗어나는 것이 허용되지 않는다. 불을 지피거나 또는 공원에 위치한 산장인 차마나 클루오차(Chamanna Cluozza) 밖에서 잠을 자도 좋다. 또한 동식물을 교란하거나, 공원에서 발견한 물건을 집으로 가져가는 것도 금지되어 있다. 개는 목줄을 매더라도 허용되지 않는다. 이러한 엄격한 규칙으로 인해 스위스 국립공원은 국제 자연 보전 연맹에서 가장 높은 보호 수준인 엄격한 자연 보호 구역으로 분류된 유일한 알프스 공원이다.
방문자 센터는 체르네츠에 있다. 공원을 통과하는 도로는 푸오른 고개(또는 오펜 고개)를 넘어 이탈리아의 남티롤로 이어진다.
스위스 국립공원 외에도 스위스에는 16개의 지역 자연 공원이 있다.

## 갤러리

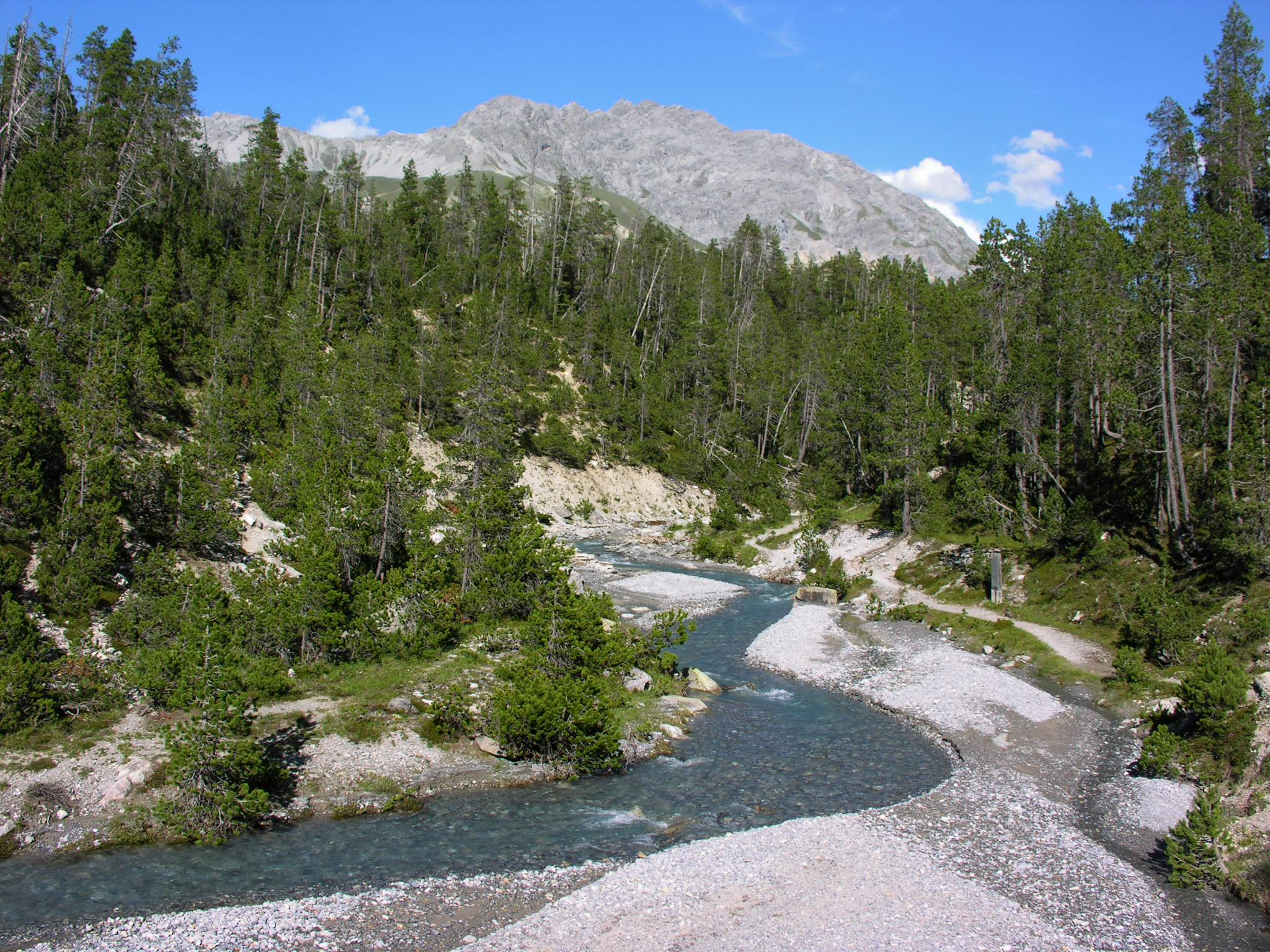
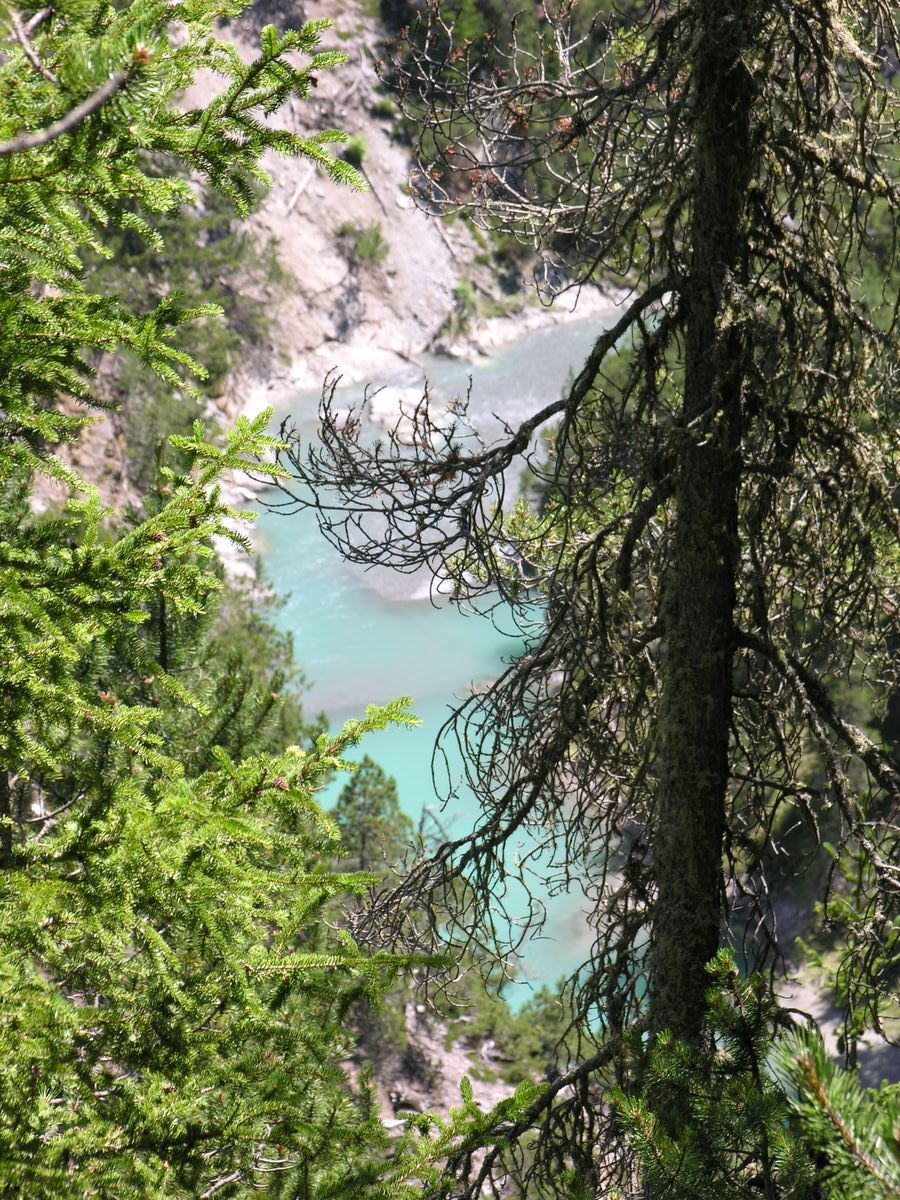
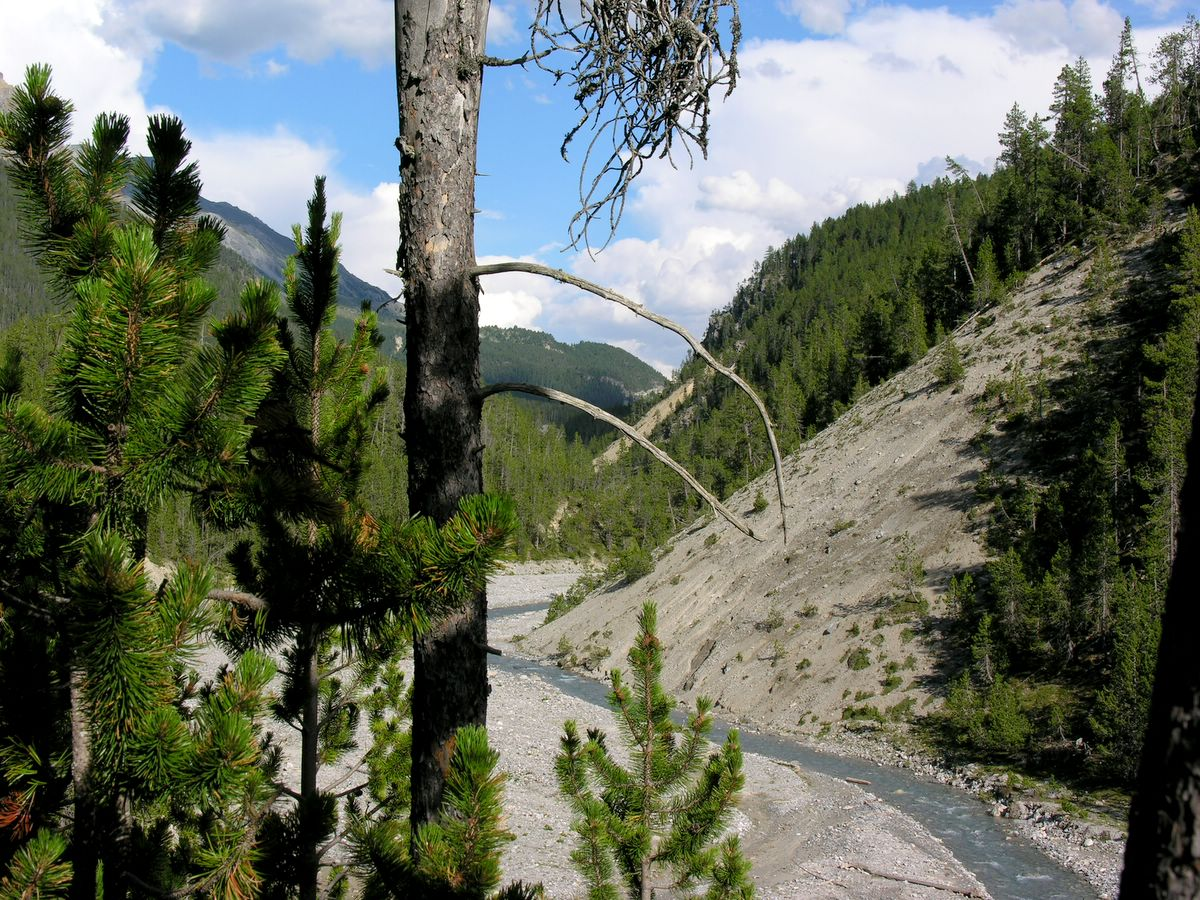
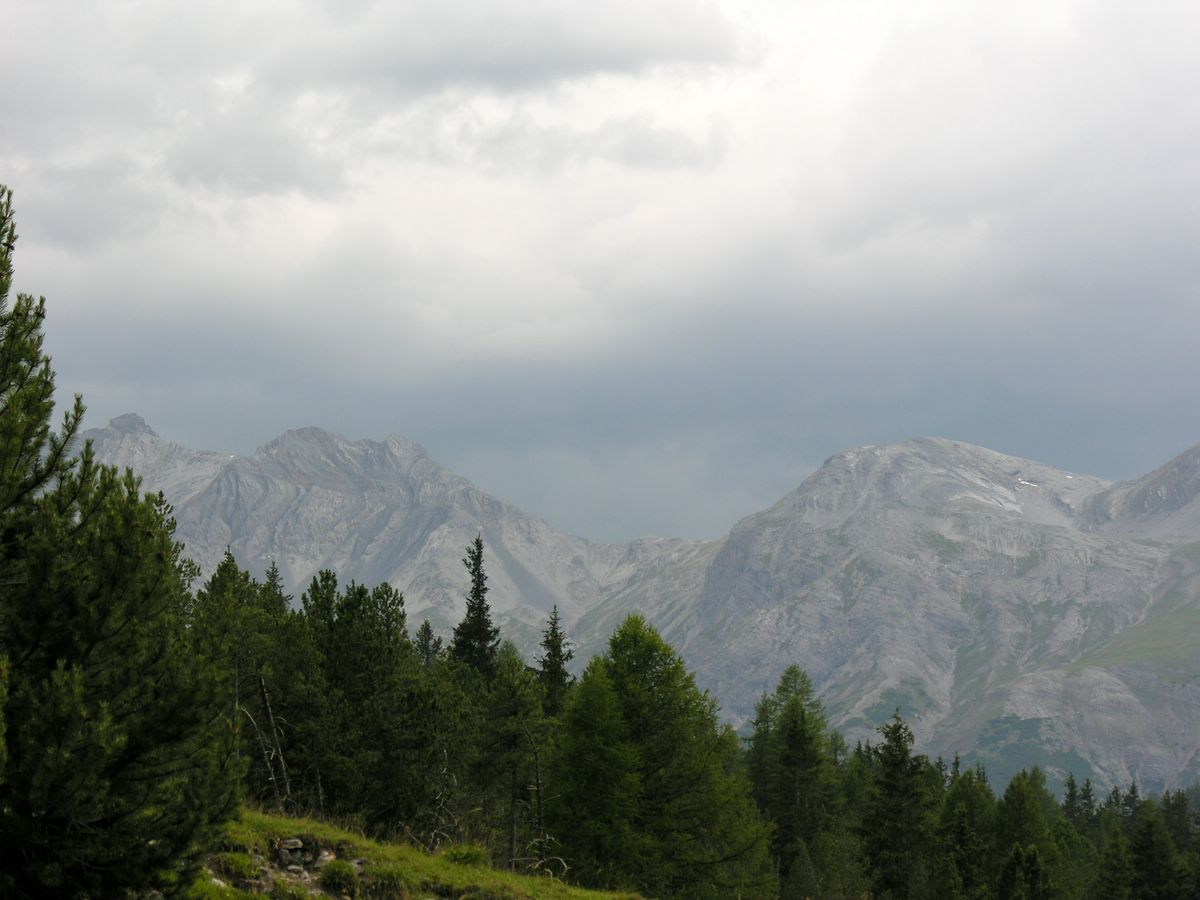
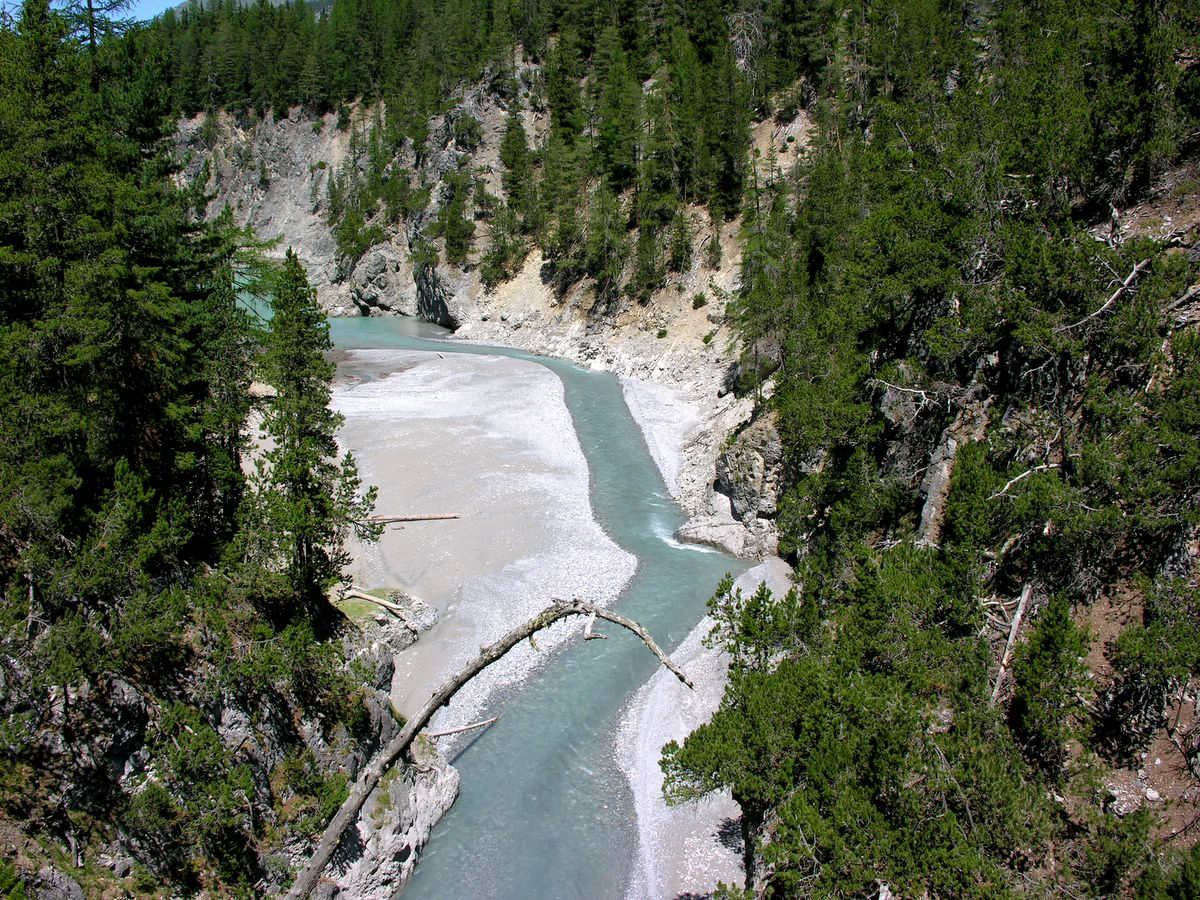
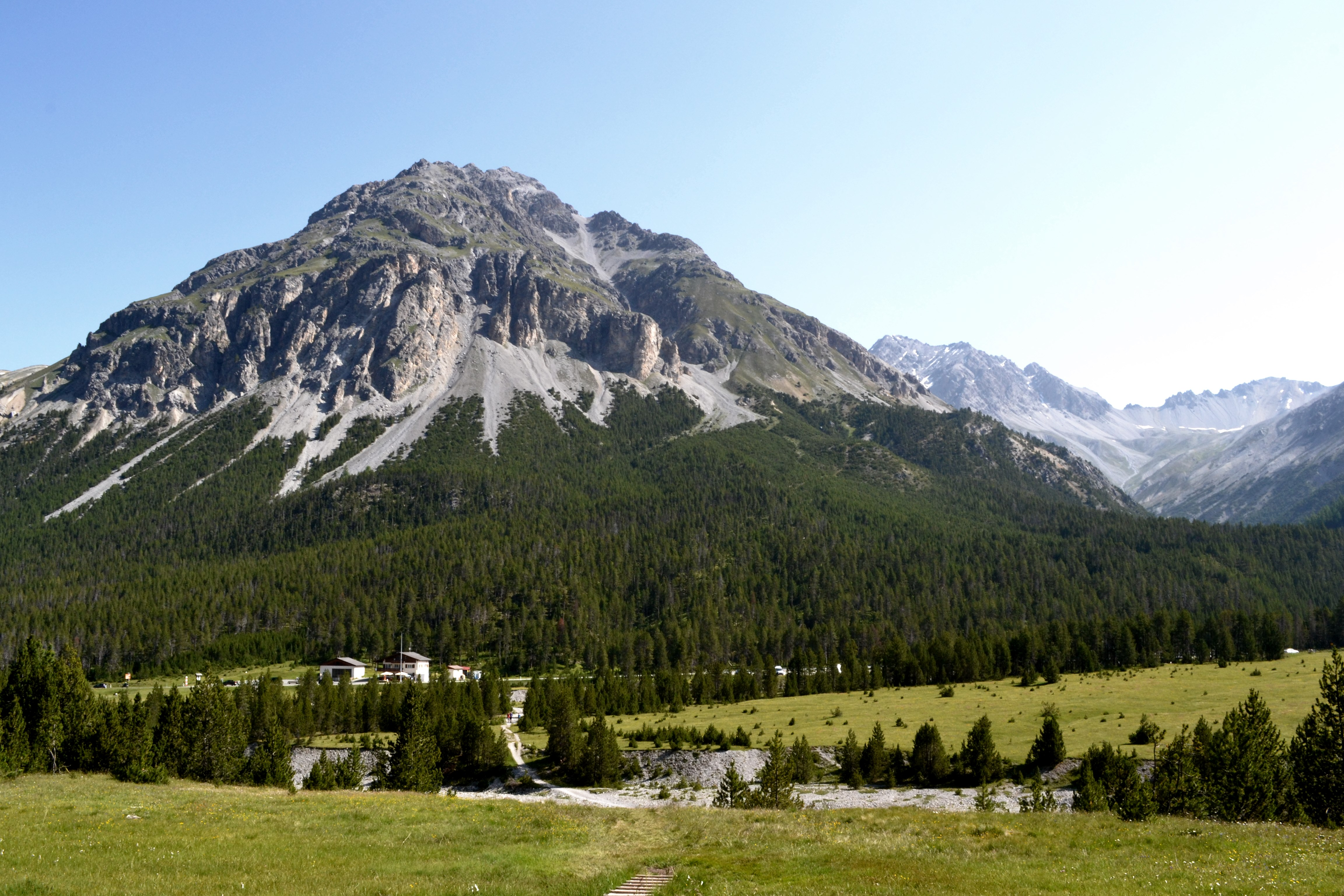
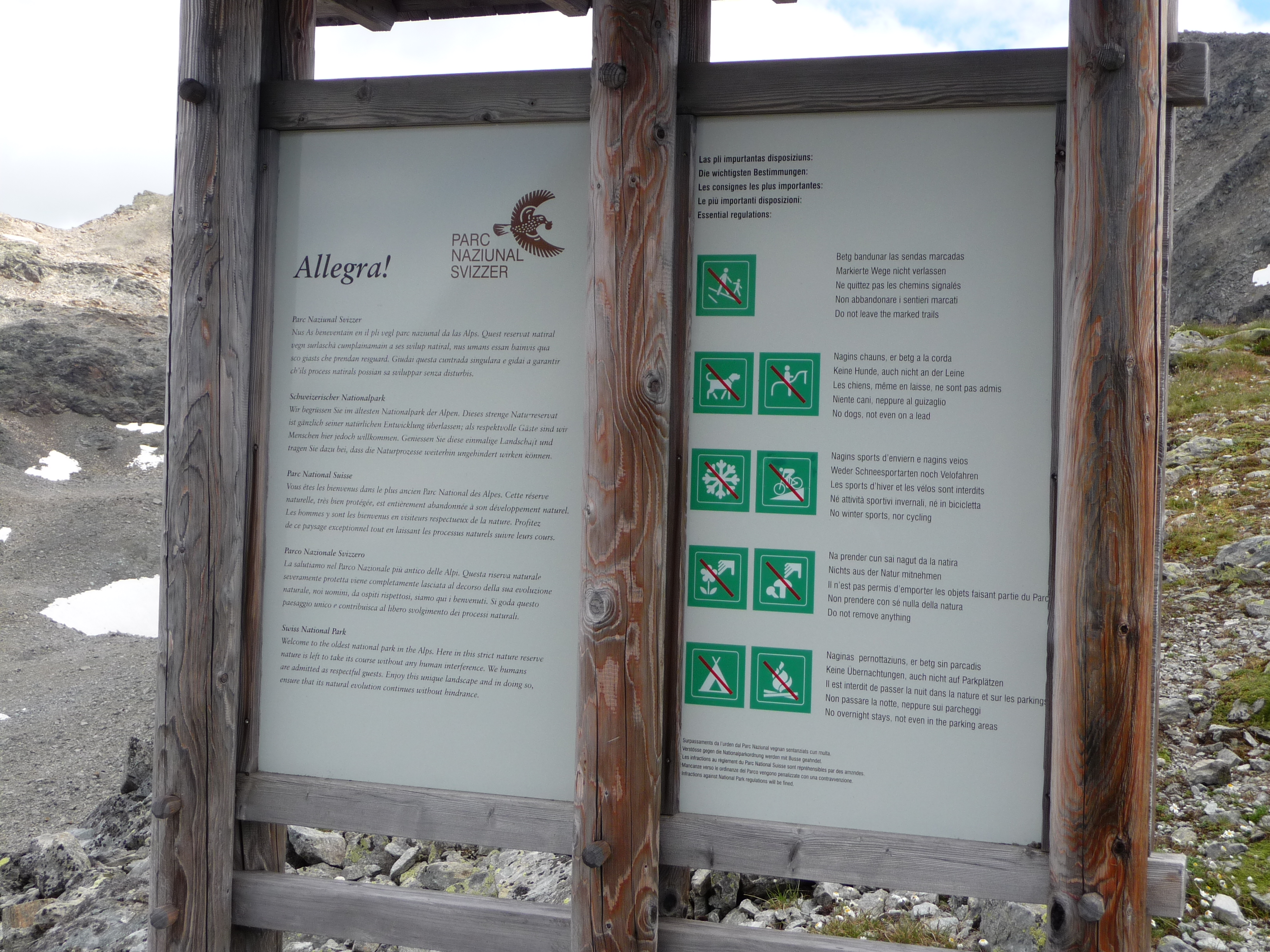

## 유명 봉우리
- 피츠 피속, 3173m
- 피츠 콰터발스, 3165m.
- 피츠 다라쿠어, 3126m.
- 피츠 차샤우나, 3071m